# مينور لوبيز
مينور لوبيز (بالإسبانية: Minor López)‏ هو لاعب كرة قدم غواتيمالي في مركز الهجوم، ولد في 1 فبراير 1987 في كويتزالتنانغو في غواتيمالا. شارك مع منتخب غواتيمالا تحت 20 سنة لكرة القدم ومنتخب غواتيمالا لكرة القدم. أما مع النوادي، فقد لعب مع أتليتيكو كلوب دي برتغال وديبورتيفو بيتابا ولاسيرينا ونادي كوميونيكيشنس.

## وصلات خارجية
- مينور لوبيز على موقع الاتحاد الدولي (مؤرشف)  (الإنجليزية)
- مينور لوبيز على موقع قاعدة بيانات كرة القدم.إي يو (الإنجليزية)
- مينور لوبيز على موقع ناشيونال فوتبول تيمز (الإنجليزية)
- مينور لوبيز على موقع Soccerway.com (الإنجليزية)